# 파케하
파케하(마오리어: Pākehā)는 뉴질랜드 원주민인 마오리족들과 와이탕 조약을 맺고 동등한 관계에서 한 나라를 이룬 백인들을 지칭한다.